# Anarchici della Baracca

I cinque ragazzi vittime del misterioso incidente

Gli anarchici della Baracca erano un gruppo di cinque ragazzi che persero la vita in un misterioso incidente stradale verificatosi nella notte del 26 settembre 1970, mentre si trovavano in viaggio verso Roma per consegnare a dei loro referenti materiale di denuncia riguardante la Strage di Gioia Tauro, avvenuta il 22 luglio 1970, e i contestuali fatti della rivolta di Reggio Calabria.
L'appellativo deriva dalla villa Liberty, nei pressi di Reggio Calabria, dove i giovani di area anarchica usavano ritrovarsi, la cosiddetta "Baracca". L'edificio fu costruito come alloggio d'emergenza dopo il terremoto del 1908 e diventò centro d'aggregazione per gli alternativi reggini negli anni sessanta.

## Storia
Gianni Aricò, la fidanzata Annelise Borth detta "Muki" (tedesca), Angelo Casile, Franco Scordo, Luigi Lo Celso, svolsero opera di documentazione su due eventi accaduti nell'estate del 1970 noti come le giornate di Reggio in merito alle quali sostenevano l'infiltrazione di neofascisti di Ordine Nuovo e di Avanguardia Nazionale con l'obiettivo di strumentalizzare la piazza a fini eversivi, e il deragliamento del "treno del Sole" avvenuto il 22 luglio 1970 a Gioia Tauro, sostenendo che fosse stato causato da una carica esplosiva messa da neofascisti in collaborazione con la 'ndrangheta. Il gruppo comincia a prendere una sua fisionomia, anche rispetto al dibattito nazionale del movimento anarchico. Aderiscono come gruppo "Bruno Misefari" alla FAGI, il movimento giovanile della Federazione Anarchica Italiana (FAI).
Quando giudicarono di aver raccolto abbastanza materiale decisero di recarsi nella capitale per consegnarli alla redazione di Umanità Nova e incontrare l'avvocato Di Giovanni, che aveva collaborato alla contro-inchiesta sulla strage di Piazza Fontana. In particolare, Gianni Aricò aveva riferito alla madre di aver scoperto cose che «faranno tremare l'Italia», riferendosi alla loro inchiesta di "controinformazione" sull'attentato di Gioia Tauro.
Il viaggio, programmato in contemporanea all'arrivo a Roma del presidente statunitense Richard Nixon, e della manifestazione di protesta indetta il 27 settembre, termina a 58 km da Roma, tra Ferentino e Frosinone, dove la loro Mini Morris fu travolta da un camion. Angelo Casile, Franco Scordo e Luigi Lo Celso morirono sul colpo e gli altri due entrarono in coma e morirono poco dopo.
Martedì 29 settembre 1970 si svolgono a Reggio Calabria i funerali di Angelo Casile, Francesco Scordo e Gianni Aricò, mentre le esequie di Lo Celso si svolgono contemporaneamente a Cosenza.
(manifesto a lutto di anarchici reggini)
Il 28 gennaio 1971 il procuratore generale di Roma restituisce il procedimento di indagine alla procura di Frosinone la quale, con decreto del giudice istruttore, archivia il caso come incidente autostradale.

## L'ipotesi di omicidio
Sul luogo dell'incidente, l'inchiesta della Polizia stradale stabilì un probabile errore del guidatore della Mini che portò l'auto a schiantarsi sul retro del camion fermo in corsia d'emergenza, con le luci spente. L'autotreno con rimorchio, targato SA 135371, alla cui guida c'è Alfonso Aniello e di proprietà del fratello Ruggero, si trova all'arrivo del magistrato «sulla normale corsia di marcia, tutte le luci sono funzionanti ad eccezione del gruppo (stop, lampeggiatore e posizione) del rimorchio, che è spento pur non essendo rotti i vetri dei fanalini». Scrive il magistrato Fazzioli:
I danni alla piccola auto, uniti alle luci posteriori del camion ancora intatti e ai maggiori danni dell'autotreno localizzati su una delle fiancate, sembrano però raccontare una storia diversa. Va sottolineato il fatto che i documenti e le agende dei ragazzi, richiesti dalle famiglie, non furono mai ritrovati.
Appare strano, poi, che poco dopo l'incidente fosse accorsa sul fatto la polizia proveniente da Roma e alcuni ipotizzano che i cinque fossero in realtà seguiti da polizia e servizi: tempo prima erano, infatti, stati ascoltati dal giudice Vittorio Occorsio per la strage di Piazza Fontana nell'ambito delle prime indagini sui circoli anarchici.
Sempre più strana fu, inoltre, il giorno prima della loro partenza, una telefonata ricevuta dal padre di Lo Celso da parte di un amico che lavorava alla polizia politica di Roma che lo ammoniva: «È meglio che non faccia partire suo figlio».
I due camionisti coinvolti, secondo le contro-inchieste portate avanti dagli anarchici, tra cui Giovanni Marini, erano dipendenti di una ditta facente capo al principe Junio Valerio Borghese, personaggio ben conosciuto nell'ambiente dell'estrema destra, nonché futura guida del tentato golpe di pochi mesi successivo a questo incidente; pare anche che, a comandare l'inchiesta sull'incidente della Polizia, vi fosse tale Crescenzio Mezzina, uno dei tanti partecipanti al detto golpe. Nel 1993 Giacomo Lauro e Carmine Dominici, due collaboratori di giustizia confermarono al giudice istruttore milanese Guido Salvini, che si occupava di eversione nera negli anni settanta, la presunta collusione tra ambienti d'estrema destra e 'ndrangheta e sostenne la diretta responsabilità di questi nei fatti di Reggio e nell'attentato di Gioia Tauro. Carmine Dominici dirà al giudice che:
(Carmine Dominici)
Tuttavia, secondo la documentazione di Aldo Giannuli Bombe ad inchiostro che si rifà ai documenti dell'Ufficio affari riservati del Ministero dell'Interno:
Mario Guarino attesta che Angelo Casile aveva stilato una lista di estremisti neri in contatto con la Dittatura dei colonnelli in Grecia pubblicata anche dall'Espresso.
Nel 2001 si sollevano nuovi dubbi sulla morte dei cinque anarchici, e il responsabile della direzione Antimafia calabrese Salvo Boemi ha definito «logica e plausibile» l'ipotesi che anche l'incidente in cui morirono i cinque ragazzi fosse stato, al pari di quello di Gioia Tauro, una strage; una strage organizzata per coprirne un'altra:
(Salvo Boemi)